# Vinbärsfuks
Vinbärsfuks (Polygonia c-album Linné 1758) är en dagfjärilsart i familjen praktfjärilar. Fjärilen är tämligen allmän i Syd- och Mellansverige. De flikiga, elegant formade vingarna gör arten omisskännlig bland svenska fjärilar.

## Utseende
Vinbärsfuksen har ett vingspann på 40 till 50 millimeter. Som hos de andra fjärilarna i släktet Polygonia är vingarnas ytterkanter flikiga. Framvingens ytterkanter är också karaktäristiskt insvängda. Vingöversidorna är rödbruna med svarta och ljusare gulröda fläckar. Undersidorna har istället en marmorerad kamouflageteckning i mörkbruna och svarta färgtoner, med ett distinkt vitt c-format märke på bakvingen.
I Europa, och under varmare år i södra Sverige, har fjärilen två generationer. Den könsmogna sommargenerationen (f. hutchinsoni Robson 1881), som inte övervintrar och därmed sannolikt har mindre behov av en skyddande kamouflageteckning, har ljust gulbrun undersida och även ljusare översida.. Liknande variation i utseende mellan generationer, s.k. säsongsformer, ses hos en del andra Polygonia-arter, t.ex. P. comma och P. interrogationis.
Vinbärsfuksens larv är också kamouflagetecknad, med vit bakre del, gulbruna sidolinjer och talrika gula och vita spetsiga utskott.

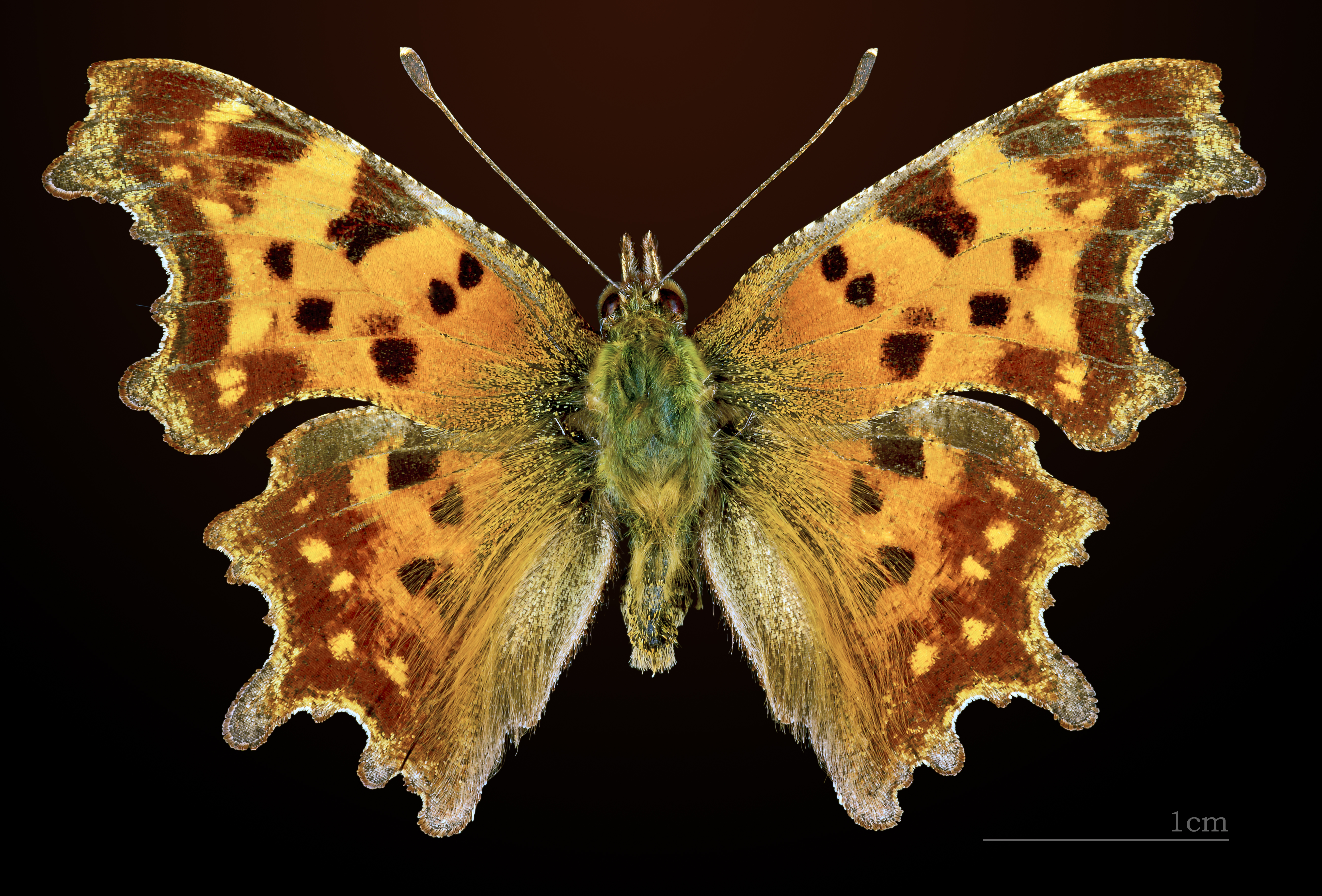
♂
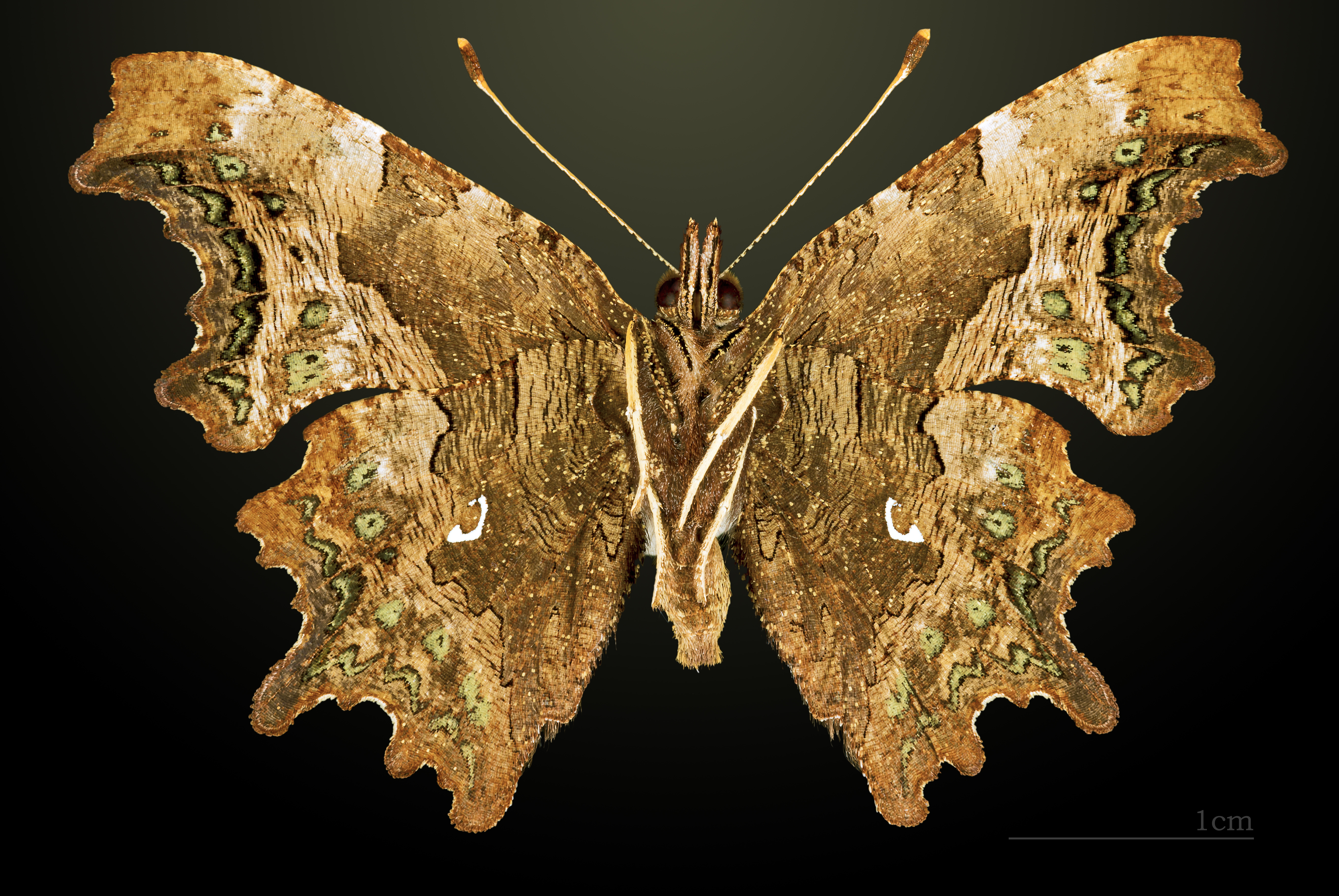
♂ △
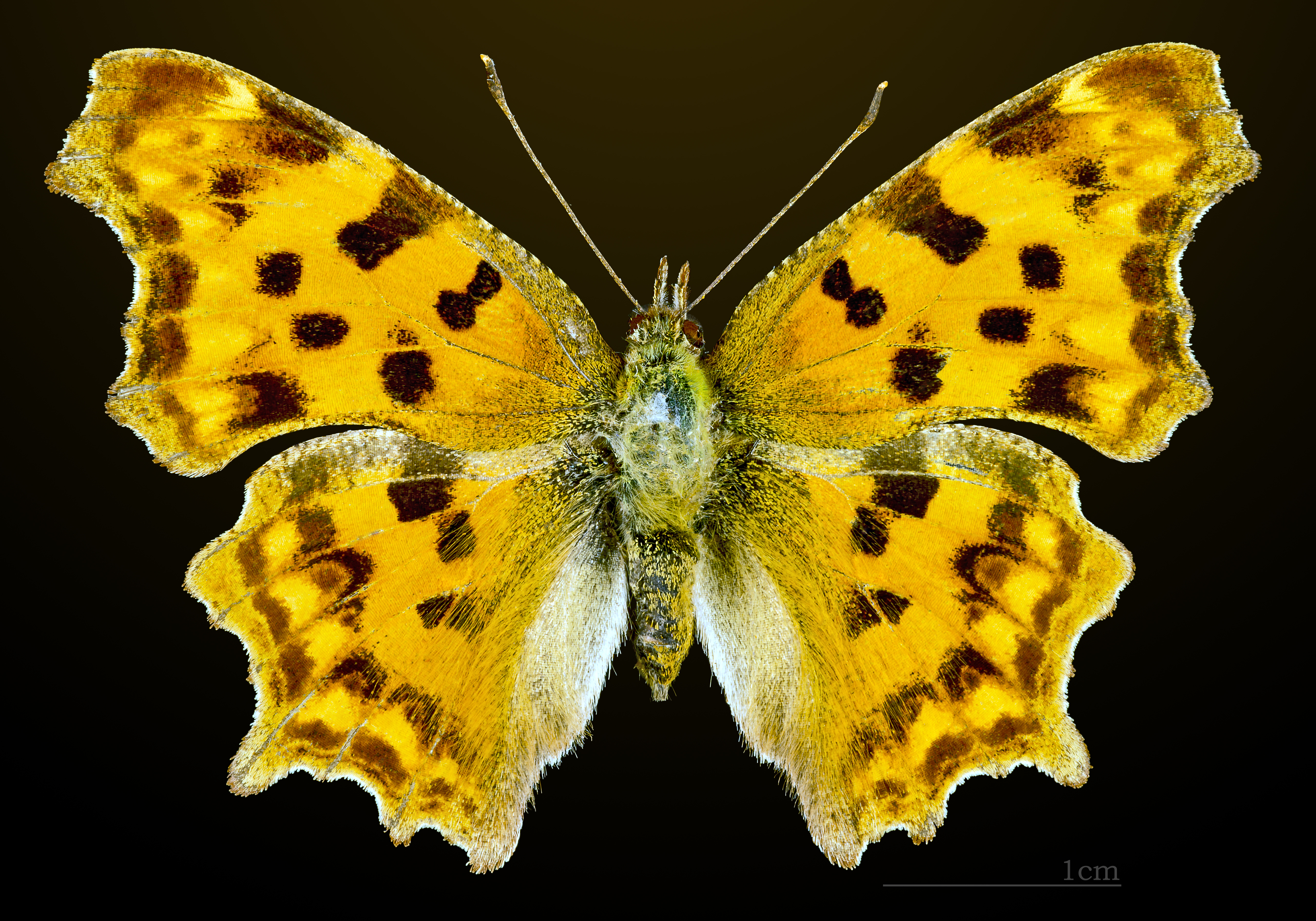
♀
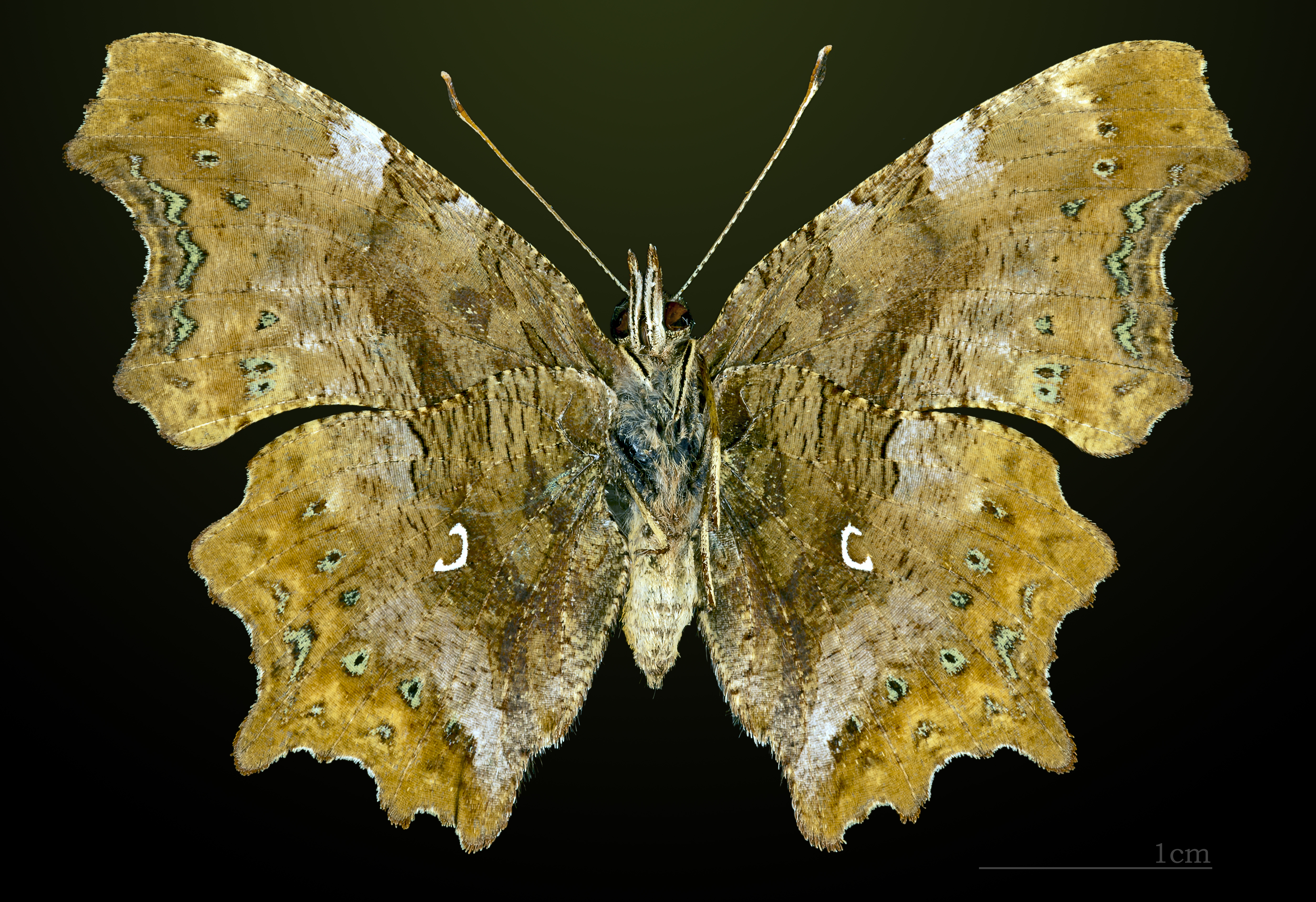
♀ △

## Utbredning och systematik
I Sverige förekommer vinbärsfuks ganska allmänt i Syd- och Mellansverige. I Norrland förekommer fjärilen framför allt längs kusten, medan den saknas i fjälltrakterna. Världsutbredningen omfattar stora delar av Europa och norra delarna av Nordafrika, och sträcker sig sedan österut genom Asien ända till Japan. Fjärilen saknas i sydvästra Spanien och Portugal och är ovanlig i norra Tyskland och Danmark. På brittiska öarna finns den i England men saknas på Irland och i Skottland.

### Underarter
- Polygonia c-album c-album (Linné, 1758) förekommer i skandinavien, England och på europeiska kontinenten. Den beskrivs under Utseende ovan.
- Polygonia c-album agnicula (Moore, 1872) förekommer i Nepal.[6]
- Polygonia c-album asakurai (Nakahara, 1920) finns i Taiwan.[6]
- Polygonia c-album chingana (Kleinschmidt, 1929)[6]
- Polygonia c-album cognata (Moore, 1899)[6]
- Polygonia c-album extensa (Leech, 1892) återfinns i västra och centrala Kina.[6]
- Polygonia c-album hamigera (Butler, 1877) förekommer i ryska fjärran östern.[7]
- Polygonia c-album imperfecta (Blachier, 1908) förekommer i Atlasbergen i Nordafrika. Den har en relativt ljus grundfärg och de svarta teckningarna på vingöversidorna är mindre utbredda och mer indistinkta än hos nominatformen, vilket gör denna ras ganska lik den sydliga vinbärsfuksen, P. egea.[6][8][9]
- Polygonia c-album interposita/Polygonia interposita (Staudinger, 1881) förekommer i Centralasiatiska bergsregioner (Kirgizistan, Kazakstan, Himalaya). Vingarnas form är något mer jämn än hos nominatformen, med mindre flikar och mindre uttalad insvängning längs framvingens ytterkant. Den taxonomiska statusen hos denna form är svårutredd. Analyser av mitokondriellt DNA visar att detta är närmast identiskt hos interposita och c-album. Analyser av nukleärt DNA visar däremot att de två är distinkta, och interposita betraktas ofta som en egen art, snarare än en underart till c-album.[4][10]
- Polygonia c-album koreana (Bryk, 1946) förekommer i Korea.[6]
- Polygonia c-album kultukensis (Kleinschmidt, 1929) förekommer i Sibirien. Vingöversidornas grundfärg är gulbrun. De ljusa fläckarna i vingöversidornas mörka kantband varierar i storlek och form men är ofta stora och gulvita. Vingkanterna är jämnare och har mindre flikar än hos c-album.[7]
- Polygonia c-album sachalinensis (Matsumura, 1915) förekommer i Sakhalin.[6]
- Polygonia c-album tibetana (Elwes, 1888) finns i Tibet. Dess taxonomiska status är oklar, och den hänförs av vissa entomologer till interposita.[11][6]

## Ekologi
Arten flyger i skogsgläntor, parker och trädgårdar från juli till september, samt på våren efter övervintring från april till juli. Honan lägger äggen ett och ett på värdväxten som oftast är sälg, alm, humle, brännässla, hassel och vinbär.
En sommargeneration med ljusare exemplar (f. hutchinsoni; se vidare under Utseende) förekommer i Europa och partiellt även i södra Sverige. Dessa fjärilar ger, när de förekommer, upphov till en andra generation mörkare fjärilar senare under sommaren. Övervintring sker alltså alltid av de mörkare, effektivt kamouflage-tecknade fjärilar, som inte tillhör f. hutchinsoni. Experimentella data tyder på att större ljusexponering under larvstadiet ökar sannolikheten för att fjärilen utvecklas till f. hutchinsoni. Korta dagar med liten ljusexponering – som i Norden – ökar däremot proportionen mörka fjärilar som övervintrar för att fortplanta sig nästföljande vår.

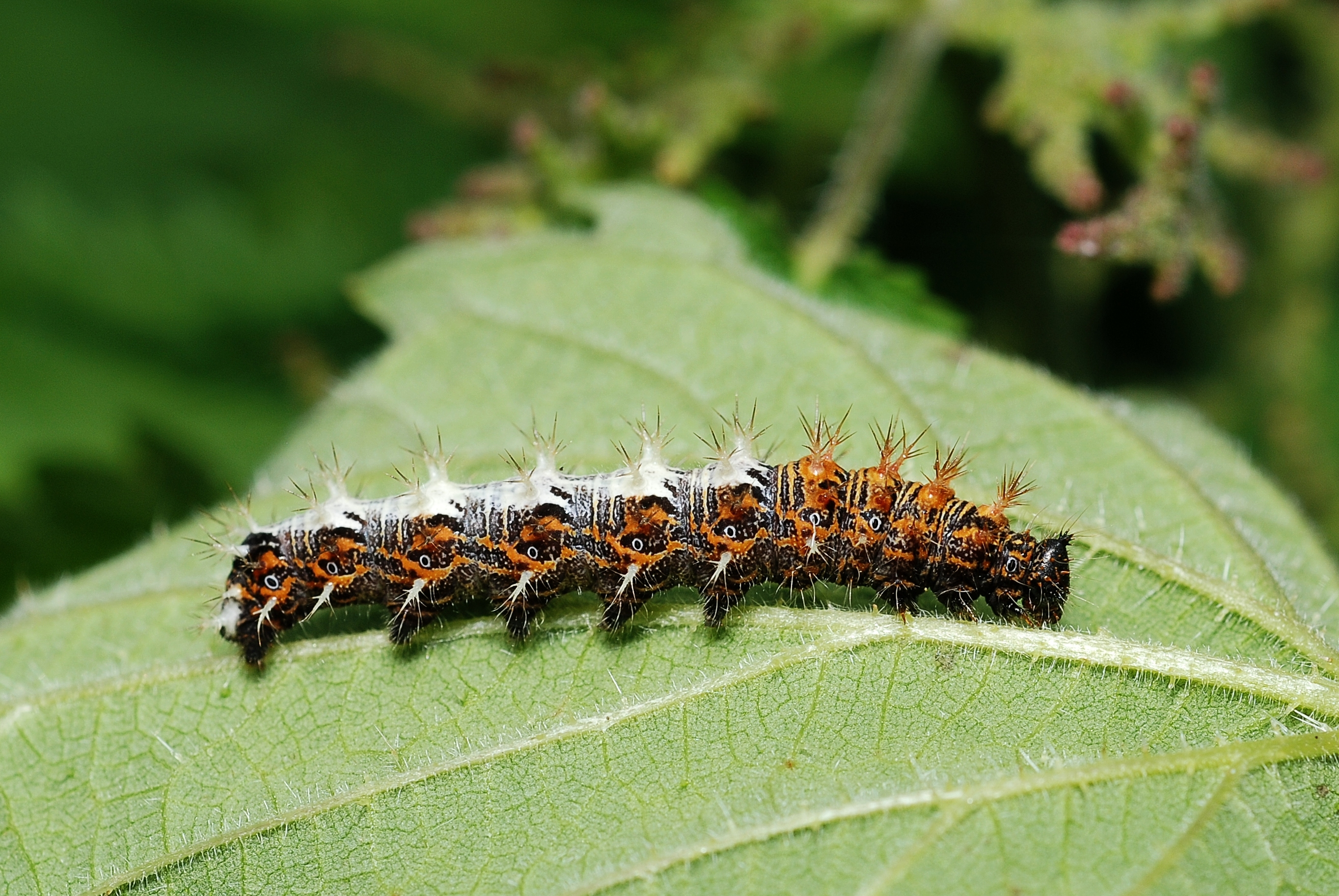
Vinbärsfuksens larv
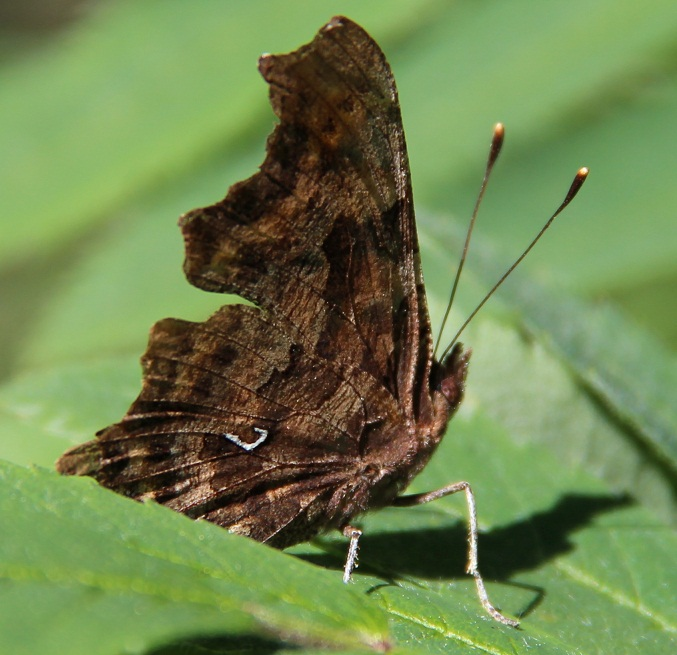
Övervintrat exemplar med mörk undersida. Från Östra Lagnö, Uppland, Sverige.
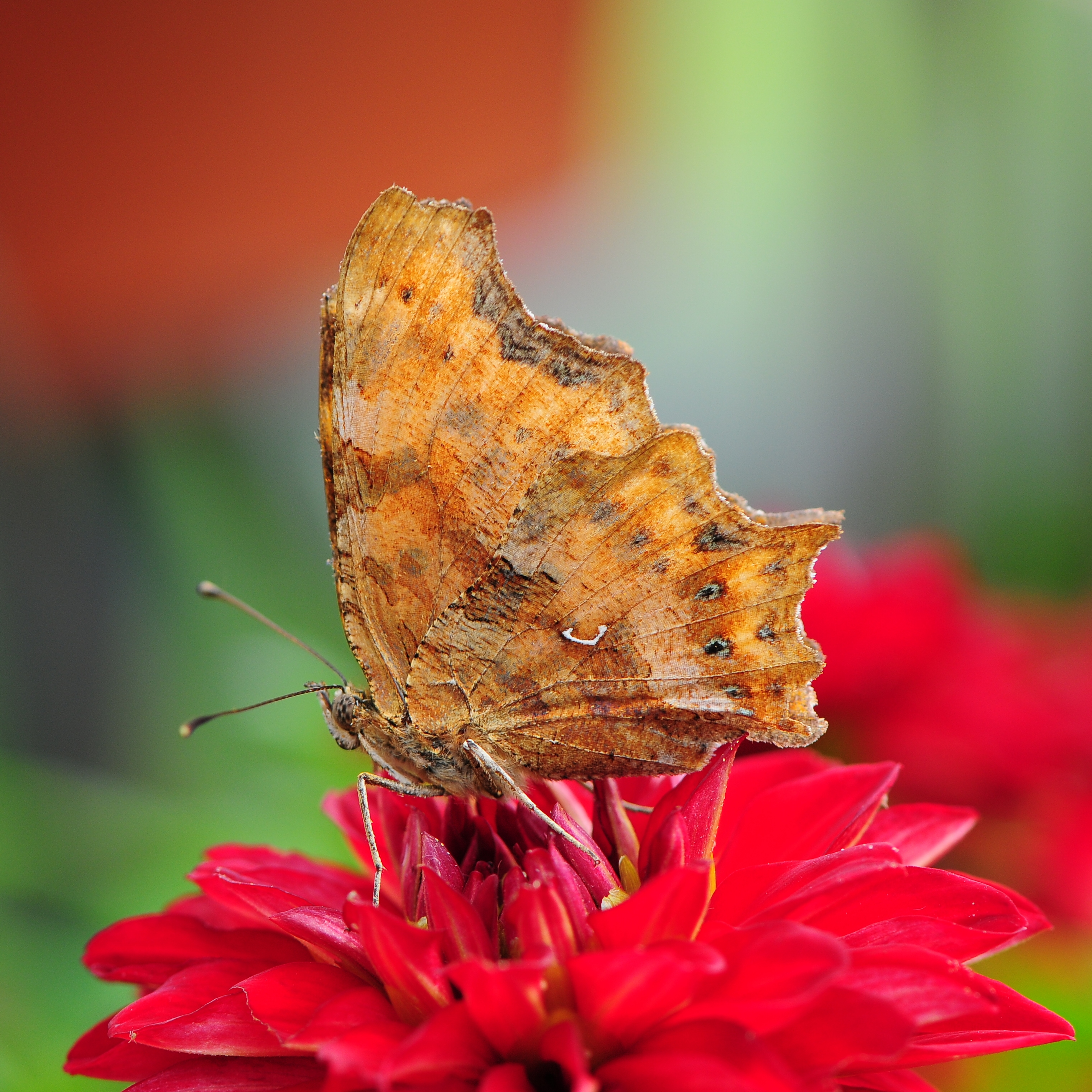
f. hutchinsoni med ljus undersida. Från Dornbirn, Österrike.